# Huta Wielka
Huta Wielka [ˈxuta ˈvjɛlka] (tiếng Đức Albrechtswalde) là một ngôi làng thuộc khu hành chính của Gmina Zalewo, thuộc quận Iława, Warmian-Masurian Voivodeship, phía bắc Ba Lan. Nó nằm khoảng 11 kilômét (7 mi) về phía đông nam của Zalewo, 21 km (13 mi) phía bắc Iława và 54 km (34 mi) về phía tây của thủ đô khu vực Olsztyn.